# Qarabutaq
Qarabutaq ou Karabutak (en russe : Карабутак) est une ville du Kazakhstan, située dans l'oblys d'Aktioubé.

## Géographie

### Situation
Le village se trouve au bord de l'Irguiz.
Au sud se trouve le village de Jarotkel, à l'est celui de Karakol.

### Urbanisme
Le village est traversé par la route A-22, entrant à l'ouest et remontant vers le nord.

## Démographie
| 1910 | 1999  | 2009  | - | - | - | - | - | - | - | - | - |
| ---- | ----- | ----- | - | - | - | - | - | - | - | - | - |
| 314  | 3 892 | 2 601 | - | - | - | - | - | - | - | - | - |

## Culture
La localité a été traversée le 4 mai 2004 par Ewan McGregor et Charley Boorman lors de leur tour du monde en moto effectué en 2004.

## Sources